# 청양공설운동장
청양공설운동장(靑陽公設運動場, Cheongyang Public Stadium)은 대한민국 충청남도 청양군에 있는 스포츠 시설이다. 천연잔디 필드와 몬도트랙이 갖춰진 경기장이며, 1996년 10월에 준공되었다. 2004년 10월부터 2006년 7월까지 리모델링 공사가 진행되었다.

## 참고 문헌
- “청양공설운동장”. 청양군공공시설사업소.
- 《2019년 전국 공공체육시설 현황 (2018년말 기준)》. 대한민국 문화체육관광부. 2020.
- 《2023 전국 공공체육시설 현황 (2022년 12월말 기준)》. 대한민국 문화체육관광부. 2024.